# Bisdom Galway
Het bisdom Galway is een voormalig rooms-katholiek bisdom in Ierland. Het werd gesticht in 1831 en ging in 1883 op in het huidige bisdom Galway, Kilmacduagh en Kilfenora. 
Hoewel Galway binnen het aartsbisdom Tuam lag had de stad tot de stichting van het bisdom een eigen kerkelijke positie. Deze kwam voort uit de positie binnen de stad van de zogenaamde Tribes, afstammelingen van 14 families die feitelijk een oligarchie vormden die Galway bestuurden. Zij wilden geen inmenging van een bisschop van buiten en kregen gedaan dat de kerk in Galway bestuurd werd door een eigen kapittel waarvan een lid de titel Warden van Galway kreeg. De kerk van Sint-Nicolaas in de stad werd daarbij de kapittelkerk.
De aartsbisschop moest zich hierbij neerleggen. De paus erkende de Warden en het kapittel waardoor van 1484 tot 1831 Galway buiten de jurisdictie van een bisschop bleef en de Warden grotendeels de functies van de bisschop kon vervullen.
De Warden werd steeds gekozen uit de 14 families. Die verkiezing werd in het begin van de 19e eeuw een dusdanig circus dat de bisschoppen van Ierland de paus verzochten om in Galway een gewoon bisdom te stichten om zo de uitwassen te bestrijden. De laatste Warden werd daarop in 1831 tot bisschop van Galway verheven. In 1866 werd de toenmalige bisschop van Galway tevens apostolisch administrator van het bisdom Kilmacduagh en Kilfenora. De volgende bisschop werd bij zijn benoeming in 1883 aangesteld als bisschop van Galway, Kilmacduagh en Kilfenora, waarbij de bisschop voor het diocees Kilfenora werd aangesteld als  apostolisch administrator in perpetuum. Dit omdat Kilfenora in de kerkprovincie Cashel ligt.